# Junkers EF 132
El Junkers EF 132  va ser un dels últims projectes de desenvolupament d'aeronaus realitzat per Junkers a la Segona Guerra Mundial, i va ser la culminació del disseny del Junkers Ju 287 que va començar el 1942. Va ser capturat pels soviètics, i va esdevenir la base de molts dels bombarders de la Guerra Freda com el Miasíshchev M-4.

## Descripció

### Ales
Les ales muntades a l'espatlla van ser deixades enrere en un angle de 35 graus i en un petit díedre invertit. Sis motors de reacció Jumo 012 cada un de 24.5 kN d'empenyiment, instal·lats dins les arrels alars. Els resultats del túnel de vent van mostrar els avantatges de tenir els motors dins de l'ala, eliminant la resistència que produeixen quan estan muntats per sota de la superfície de l'ala. Es van construir diverses maquetes de fusta de les seccions de l'ala, per tal de trobar la millor manera de muntar els motors sense utilitzar massa espai mantenint l'accessibilitat per al seu manteniment. Els flaps d'aterratge que es van utilitzar van ser flaps dividits, amb l'objectiu de fer la revisió i el funcionament senzills.

### Fuselatge
Gràcies a la utilització d'ala alta es podia utilitzar l'espai en el centre del fuselatge per instal·lar un compartiment per a bombes de 12 metres. La estabilitzador també va ser dissenyat amb inclinació cap enrere i l'EF 132 tenia l'estabilitzador vertical i el timó amb el disseny normal. També es va incloure un disseny de tren d'aterratge interessant, que consistia en una roda al davant, dos rodes principals en tàndem al centre sota de la part posterior del fuselatge, i suports per les rodes sota la part exterior de les ales. Aquest tren d'aterratge va ser utilitzat posteriorment en avions nord-americans i soviètics com el Boeing B-52, el Boeing B-47 i el Miasíshchev M-4.

### Cabina
Una cabina pressuritzada totalment envidrada, situada a l'extrem del morro del fuselatge acomodava una tripulació de cinc persones.

### Armament
L'armament constava de dues torretes bessones amb canons de 20 mm (un situat a popa de la cabina i l'altre sota el fuselatge) i una torreta de cua amb dos canons de 20 mm més. Tot aquest armament defensiu estava controlat a distància des de la cabina. Podia portar una càrrega de bombes de 4000–5000 kg.

## Història

### Desenvolupament i proves
Es va construir un model per testejar en el túnel de vent a principis de 1945, i també es va construir una maqueta a escala 1:1 de fusta a la instal·lació Junkers de Dessau per a posar a prova la col·locació dels diversos components, i per comprovar les diferents obertures d'admissió d'aire en l'ala avançada dels motors de reacció.

### Cau en mans dels soviètics
L'etapa de desenvolupament havia avançat molt quan els soviètics van envair el complex de Dessau i van prendre possessió de tots els dissenys i components dels  Ju 287 i dels EF 132 . Els soviètics van donar la seva aprovació per a reconstruir parcialment la fàbrica de  Junkers Dessau , reparar els túnels de vent i els motors de reacció i tornar a engegar les instal·lacions de prova de fabricació, ja que havien estat severament bombardejades. La maqueta de fusta va ser inspeccionada per funcionaris Soviètics, i traslladada a Dubnà, URSS, juntament amb el trasllat forçós de tots els treballadors de Junkers a l'octubre de 1946. El treball va ser iniciat amb un planador per la necessitat de realitzar més assaigs de vol, i el resultat es va informar com a excel·lent. Quan ja s'havia començat a treballar en la construcció del EF 132 es va donar l'ordre per aturar la producció, i el projecte va ser cancel·lat.

## Especificacions (EF 132)
Característiques generals
- Tripulació: 5
- Longitud: 30,8 m
- Envergadura: 32,4 m
- Alçada: 8,4 m
- Superfície de l'ala 161 m²
- Pes buit: 31.300 kg
- Pes màxim d'enlairament: 65.000 kg
- Motor: 6× Junkers Jumo 012 turboreactor  , 24.5 kN cada un

 Rendiment 
- Velocitat màxima: 930 km/h
- Abast: 3.500 km
- Sostre de servei: 10.300 m
- Ràtio d'ascens: 15,5 m/s

Armament

- Metralladores: 3 × canons de 20 mm controlats remotament
- Bombes: 5.000 kg